# Communauté de communes de la Côte d'Albâtre
La communauté de communes de la Côte d'Albâtre (CCCA) est une communauté de communes française, située dans le département de la Seine-Maritime en région Normandie.

## Historique
La première communauté de communes de la Côte d'Albâtre est issue de la transformation de l'ancien District de la région de Paluel, en application de l'arrêté préfectoral du 28 décembre 2001. Cette transformation s'est accompagnée de l'adhésion de quinze nouvelles communes.
De 2001 à 2008, l'intercommunalité a pris de l'importance, par une extension de son territoire, passant de 23 à 38 communes et par un accroissement de ses compétences transférées.
Le projet de schéma départemental de coopération intercommunale présenté par le préfet de Seine-Maritime le 2 octobre 2015 dans le cadre de l'approfondissement de la coopération intercommunale prévu par la Loi portant nouvelle organisation territoriale de la République (Loi NOTRe) du 7 août 2015 prévoit la fusion des « communautés de communes de la Côte d’Albâtre (20 577 habitants), Entre Mer et Lin (4 920 habitants) et six communes de la communauté de communes de Cœur de Caux (1 677 habitants) », qui sont Beuzeville-la-Guérard, Normanville, Thiouville, Ancourteville-sur-Héricourt, Cleuville et Sommesnil. Cette fusion fait l'objet de débats et de contre-propositions,.
La proposition initiale est finalement retenue dans le SDCI définitif adopté en octobre 2016, et une nouvelle communauté de communes de la Côte d'Albâtre est créée le 1er janvier 2017 par un arrêté préfectoral du 25 novembre 2016.
L’arrêté préfectoral du 26 avril 2017 étend le périmètre de la communauté de communes de la Côte d’Albâtre aux communes de Criquetot-le-Mauconduit et Vinnemerville, antérieurement membres de Fécamp Caux Littoral Agglomération à compter du 1er juin 2017 mais dont le bassin de vie,  l’organisation  scolaire  et  la  position  géographique  de  leur territoire dans celui de la Côte d’Albâtre correspond plus à celui de la CCCA, portant à 63 le nombre de communes regroupées,.

## Territoire communautaire

### Géographie
Située dans le nord du département de la Seine-Maritime, la communauté de communes de la Côte d'Albâtre regroupe 63 communes et s'étend sur 387,5 km2.

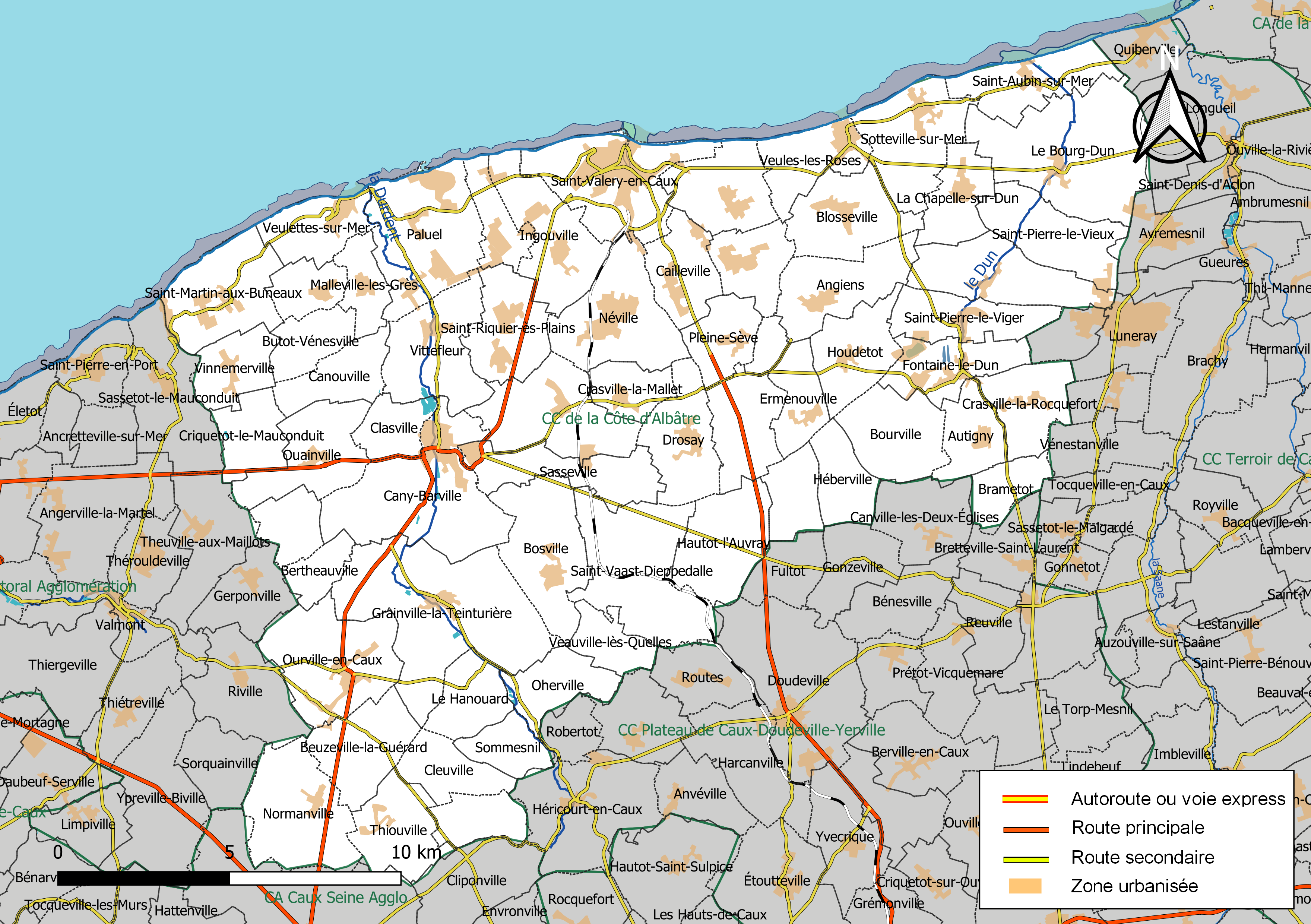
Carte de la communauté de communes de la Côte d'Albâtre au 1er janvier 2019.

### Composition
La communauté de communes est composée des 63 communes suivantes :

| Nom                         | Code Insee | Gentilé          | Superficie (km2) | Population (dernière pop. légale) | Densité (hab./km2) |
| --------------------------- | ---------- | ---------------- | ---------------- | --------------------------------- | ------------------ |
| Cany-Barville (siège)       | 76159      | Canycais         | 13,57            | 2 898 (2022)                      | 214                |
| Ancourteville-sur-Héricourt | 76009      | Ancourtevillais  | 3,5              | 353 (2022)                        | 101                |
| Angiens                     | 76015      | Angerlais        | 6,88             | 518 (2022)                        | 75                 |
| Anglesqueville-la-Bras-Long | 76016      | Anglesquevillais | 3,53             | 126 (2022)                        | 36                 |
| Auberville-la-Manuel        | 76032      | Aubervillais     | 3,02             | 138 (2022)                        | 46                 |
| Autigny                     | 76040      | Autignais        | 4,1              | 320 (2022)                        | 78                 |
| Bertheauville               | 76083      | Bertheauvillais  | 2,43             | 101 (2022)                        | 42                 |
| Bertreville                 | 76084      | Bertrevillais    | 3,22             | 121 (2022)                        | 38                 |
| Beuzeville-la-Guérard       | 76091      | Beuzevillais     | 6,42             | 236 (2022)                        | 37                 |
| Blosseville                 | 76104      | Blossevillais    | 6,96             | 257 (2022)                        | 37                 |
| Bosville                    | 76128      | Bosvillais       | 8,69             | 585 (2022)                        | 67                 |
| Le Bourg-Dun                | 76133      | Bourdunais       | 14,74            | 426 (2022)                        | 29                 |
| Bourville                   | 76134      | Bourvillais      | 6,61             | 278 (2022)                        | 42                 |
| Brametot                    | 76140      | Brametotais      | 3,21             | 198 (2022)                        | 62                 |
| Butot-Vénesville            | 76732      | Butotais         | 3,51             | 237 (2022)                        | 68                 |
| Cailleville                 | 76151      | Caillevillais    | 5,03             | 247 (2022)                        | 49                 |
| Canouville                  | 76156      | Canouvillais     | 4,49             | 344 (2022)                        | 77                 |
| La Chapelle-sur-Dun         | 76172      | Catelais         | 4,42             | 162 (2022)                        | 37                 |
| Clasville                   | 76176      | Clasvillais      | 3,16             | 348 (2022)                        | 110                |
| Cleuville                   | 76180      | Cleuvillais      | 4,1              | 188 (2022)                        | 46                 |
| Crasville-la-Mallet         | 76189      | Crasvillais      | 3,21             | 189 (2022)                        | 59                 |
| Crasville-la-Rocquefort     | 76190      | Crasvillais      | 5,21             | 207 (2022)                        | 40                 |
| Criquetot-le-Mauconduit     | 76195      | Criquetotais     | 4,12             | 195 (2022)                        | 47                 |
| Drosay                      | 76221      | Drosayais        | 6,43             | 192 (2022)                        | 30                 |
| Ermenouville                | 76241      | Ermenouvillais   | 3,7              | 128 (2022)                        | 35                 |
| Fontaine-le-Dun             | 76272      | Fontainais       | 5,35             | 876 (2022)                        | 164                |
| La Gaillarde                | 76294      | Gaillardais      | 7,78             | 377 (2022)                        | 48                 |
| Grainville-la-Teinturière   | 76315      | Grainvillais     | 18,41            | 1 060 (2022)                      | 58                 |
| Gueutteville-les-Grès       | 76336      | Gueutevillais    | 4,39             | 364 (2022)                        | 83                 |
| Le Hanouard                 | 76339      | Hanouardais      | 4,32             | 267 (2022)                        | 62                 |
| Hautot-l'Auvray             | 76346      | Hautotais        | 7,33             | 308 (2022)                        | 42                 |
| Héberville                  | 76353      | Hébervillais     | 3,99             | 101 (2022)                        | 25                 |
| Houdetot                    | 76365      | Houdetotais      | 5,77             | 194 (2022)                        | 34                 |
| Ingouville                  | 76375      | Ingouvillais     | 7,91             | 277 (2022)                        | 35                 |
| Malleville-les-Grès         | 76403      | Mallevillais     | 3,06             | 205 (2022)                        | 67                 |
| Manneville-ès-Plains        | 76407      | Mannevillais     | 6,36             | 313 (2022)                        | 49                 |
| Le Mesnil-Durdent           | 76428      | Mesnillots       | 1,32             | 17 (2022)                         | 13                 |
| Néville                     | 76467      | Névillais        | 9,23             | 1 339 (2022)                      | 145                |
| Normanville                 | 76470      | Normanvillais    | 9,35             | 653 (2022)                        | 70                 |
| Ocqueville                  | 76480      | Ocquevillais     | 8,91             | 445 (2022)                        | 50                 |
| Oherville                   | 76483      | Ohervillais      | 4,57             | 233 (2022)                        | 51                 |
| Ouainville                  | 76488      | Ouainvillais     | 7,01             | 537 (2022)                        | 77                 |
| Ourville-en-Caux            | 76490      | Ourvillais       | 9,86             | 1 092 (2022)                      | 111                |
| Paluel                      | 76493      | Paluellais       | 10,87            | 385 (2022)                        | 35                 |
| Pleine-Sève                 | 76504      | Pleinesevais     | 4,07             | 129 (2022)                        | 32                 |
| Saint-Aubin-sur-Mer         | 76564      | Saint-Aubinois   | 6,21             | 175 (2022)                        | 28                 |
| Saint-Martin-aux-Buneaux    | 76613      | Saint-Martinais  | 8,14             | 636 (2022)                        | 78                 |
| Saint-Pierre-le-Vieux       | 76641      | Saint-Pierrots   | 7,06             | 188 (2022)                        | 27                 |
| Saint-Pierre-le-Viger       | 76642      | Saint-Pierrots   | 5,45             | 261 (2022)                        | 48                 |
| Saint-Riquier-ès-Plains     | 76646      | Riquierais       | 6,22             | 628 (2022)                        | 101                |
| Saint-Sylvain               | 76651      | Saint-Sylvanais  | 3,24             | 135 (2022)                        | 42                 |
| Saint-Vaast-Dieppedalle     | 76653      | Saint-Vaastais   | 12,15            | 377 (2022)                        | 31                 |
| Saint-Valery-en-Caux        | 76655      | Valériquais      | 10,47            | 3 884 (2022)                      | 371                |
| Sainte-Colombe              | 76569      | Colombins        | 5,74             | 222 (2022)                        | 39                 |
| Sasseville                  | 76664      | Sassevillais     | 6,19             | 260 (2022)                        | 42                 |
| Sommesnil                   | 76679      | Sommesnilais     | 3,06             | 112 (2022)                        | 37                 |
| Sotteville-sur-Mer          | 76683      | Sottevillais     | 8,09             | 394 (2022)                        | 49                 |
| Thiouville                  | 76692      | Thiouvillais     | 5,86             | 279 (2022)                        | 48                 |
| Veauville-lès-Quelles       | 76730      | Veauvillais      | 3,21             | 125 (2022)                        | 39                 |
| Veules-les-Roses            | 76735      | Veulais          | 5,19             | 515 (2022)                        | 99                 |
| Veulettes-sur-Mer           | 76736      | Veulettais       | 4,71             | 280 (2022)                        | 59                 |
| Vinnemerville               | 76746      | Vinnemervillais  | 4,22             | 224 (2022)                        | 53                 |
| Vittefleur                  | 76748      | Vittefleurais    | 8,17             | 661 (2022)                        | 81                 |

## Démographie
| 1968   | 1975   | 1982   | 1990   | 1999   | 2009   | 2014   | 2020   |
| ------ | ------ | ------ | ------ | ------ | ------ | ------ | ------ |
| 23 162 | 22 133 | 26 855 | 27 067 | 27 803 | 27 817 | 27 931 | 27 698 |

## Organisation

### Siège
Le siège de l'intercommunalité est à Cany-Barville, 48 bis route de Veulettes.

### Élus
La communauté de communes est administrée par son conseil communautaire, composé, pour la mandature 2020-2026, de 86 conseillers municipaux représentant chacune des communes  sensiblement en fonction de leur population, et répartis de la manière suivante :

- 11 délégués pour Saint-Valery-en-Caux ; 

- 8 délégués pour Cany-Barville ;

- 3 délégués pour Néville et Ourville-en-Caux ;

- 2 délégués pour Grainville-la-Teinturière et Fontaine-le-Dun ;

-1 délégué ou son suppléant pour les autres communes, dont la population s'échelonne entre 675 et 18 habitants.
Au terme des élections municipales de 2020 dans la Seine-Maritime, le conseil communautaire reconstitué du 16 juillet 2020 a élu son nouveau président, Jérôme Lheureux, maire de la Gaillarde, ainsi que ses 12 vice-présidents, qui sont : 
1. Françoise Guillot, maire de Veulettes-sur-Mer
2. Jean-François Ouvry, maire de Saint-Valery-en-Caux
3. Jean-Claude Duboc, maire d’Ingouville
4. Yves Tasse, maire de Veules-les-Roses
5. Sylvain Monnier, maire de Saint-Vaast-Dieppedalle
6. Annie Dumenil, maire de Canouville
7. Jean-Pierre Thévenot, maire de Cany-Barville
8. Gérard Fouché, maire de Manneville-ès-Plains
9. Stéphane Follin, maire de Héberville
10. Jean-Marie Ferment, maire d’Angiens
11. Jérôme Douillet, maire d’Ourville-en-Caux
12. Benjamin Gorgibus, maire-adjoint de Saint-Valery-en-Caux

Le bureau communautaire pour la mandature 2020-2026 est constitué du président, des douze vice-présidents et de trois autres membres.

### Liste des présidents
| Période                                  | Période      | Identité        | Étiquette | Qualité |
| ---------------------------------------- | ------------ | --------------- | --------- | --- |
| Les données manquantes sont à compléter. |              |                 |           | |
| 1983                                     | 1991         | Robert Gabel    | UDF       | Maire de Cany-Barville (1983 → 1991) Conseiller général de Cany-Barville (1983 → 1991) |
| 2001                                     | 2008         | Philippe Noé    |           | horticulteur Élu de la commune de Grainville-la-Teinturière |
| 2008                                     | juillet 2020 | Gérard Colin,   | DVD       | Maire de Veauville-lès-Quelles (2001 → ), Commandant du corps des sapeurs-pompiers[Lequel ?], Ancien directeur de l'école départementale des sapeurs pompiers de Seine-Maritime Président d'honneur de l'Union départementale des sapeurs-pompiers de Seine-Maritime (UDSP 76) |
| juillet 2020                             | En cours     | Jérôme Lheureux | UDI       | Maire de La Gaillarde (1995 → ) Président de la CC Entre mer et lin (2002 → 2016) |

### Compétences
L'intercommunalité exerce les compétences qui lui ont été transférées par les communes membres, dans le conditions déterminées par le code général des collectivités territoriales.
L'arrêté préfectoral du 3 avril 2017 a déterminé ces compétences. Celui du 29 décembre 2017 y a rajouté les compétences relatives à l'eau et l'assainissement. Il s'agit de : 
- Aménagement de l’espace : schéma de cohérence territoriale (SCoT), schémas thématiques (par exemple sur les énergies renouvelables, la cohérence scolaire, etc.), droit de préemption, aires d’accueil des gens du voyage.
- Développement économique : zones d’activités de la communauté de communes préexistantes (zone du « District » à Sasseville, zone de la Vallée à Cany-Barville,  zone de la gare à Cany-Barville,  zone du plateau Ouest à Saint-Valery-en-Caux et  zone d’Ourville-en-Caux) et de toute nouvelle zone d’activités ;  actions d’intérêt communautaire destinées à favoriser l’implantation et le développement d’entreprises (commerce et artisanat compris).
- Environnement : lutte contre les inondations, aide à l’entretien des rivières du territoire communautaire dans le cadre des contrats de rivière ; déchets des ménages ; zones naturelles d’intérêt communautaire ; préservation, mise en valeur et aménagement du patrimoine architectural.
- Politique du logement et du cadre de vie : Plan Local de l’Habitat (PLH) ; gestion du parc existant des logements intermédiaires et conventionnés communautaires ; opérations d’aides à la requalification du parc privé et des logements vacants (par exemple l’OPAH, etc.) ; logement social en partenariat avec les bailleurs sociaux ; programmes de logements d’insertion, de logements conventionnés, de logements Locatifs Complémentaires (PLC) ; projets de logements collectifs spécifiques (par exemple foyers d’accueil, foyers résidences…) reconnus d’intérêt communautaire.
- Voirie, pistes cyclables et itinéraires de loisirs.
- Équipements culturels et sportifs reconnus d'intérêt communautaires (école(s) de musique à compter du 1er janvier 2006, piscines de Saint-Valery-en-Caux, de Cany-Barville, centre nautique de Veulettes-sur-Mer, point plage – Veules-les-Roses, centre nautique, terrain multisports et skatepark du site du Lac de Caniel) ; activité sportive et culturelle reconnue d’intérêt communautaire ; opérations ponctuelles pour encourager la découverte et la pratique de loisirs sportifs et culturels sur l’ensemble du territoire communautaire.

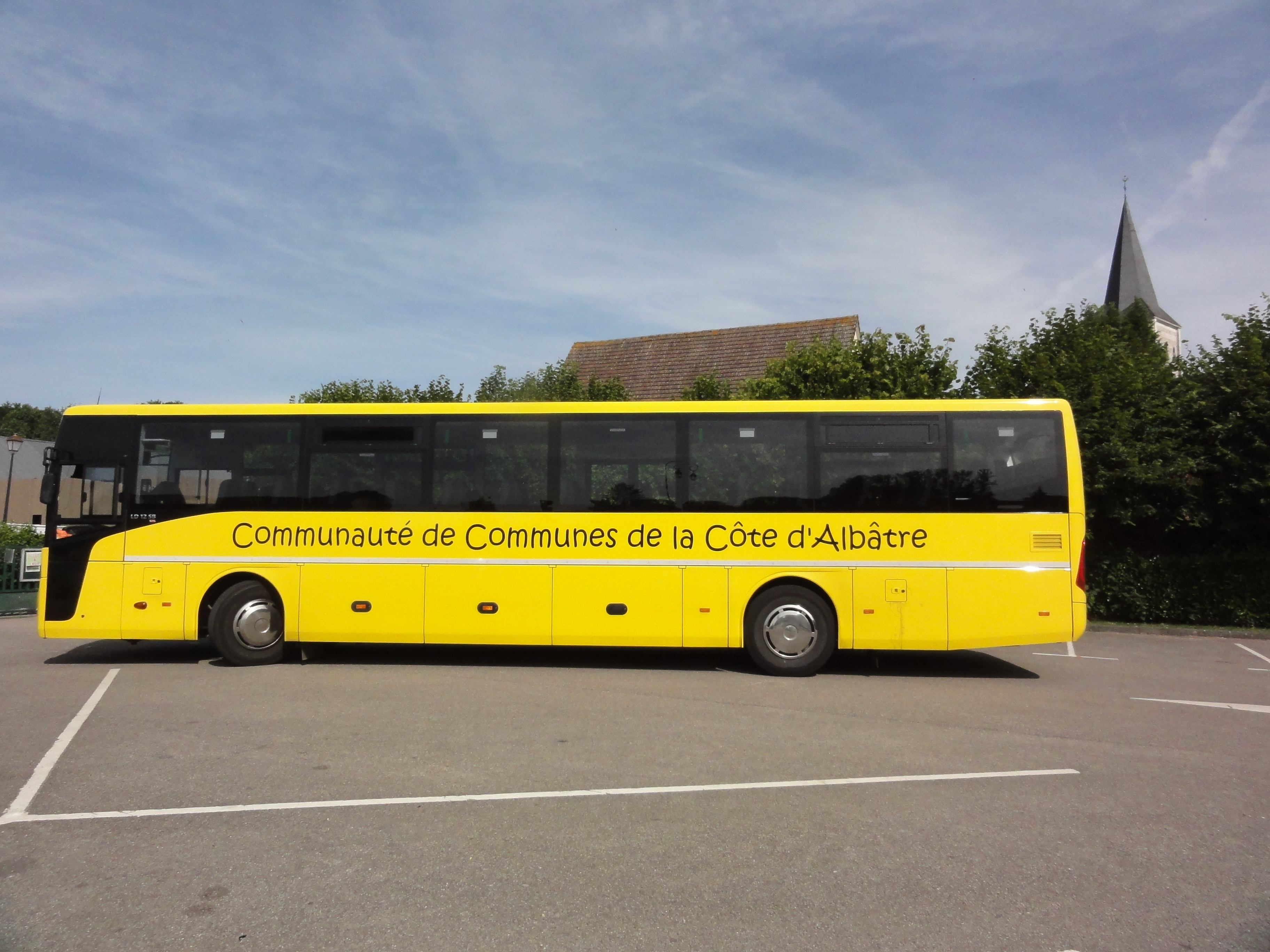
Un car scolaire de la communauté de communes de la Côte d'Albâtre.

- Ramassage scolaire et de transport scolaire, à vocation culturelle ou à vocation sociale reconnus d'intérêt communautaire
- Actions destinées à l’accueil et à la promotion du tourisme et à favoriser l’implantation, le développement d’équipements touristiques et de loisirs d’intérêt communautaire (site du Lac de Caniel, port de Saint-Valery-en-Caux, descentes à bateaux, aérodrome Saint-Valery - Vittefleur) ; la « Station Nautique »; accueil et promotion du tourisme.
- Action sociale et éducative : équipements socio-éducatifs d’intérêt communautaire (chalet Sunset à La Clusaz, Espaces publics, halte-garderies, mini-crèches, centres de loisirs sans hébergement (CLSH), points Accueil Jeunes (PAJ), point(s) Info Jeunesse (PIJ) ; actions et équipements se rapportant à l’action sociale Petite Enfance, Enfance et Jeunesse ; aide au maintien des services nécessaires à la population en milieu rural, y compris l’emploi, l’insertion et la formation (par exemple les Espaces Publics, etc.) ; participation à la définition d’une politique structurante en matière de gérontologie sur le territoire de la communauté de communes.
- Éclairage public.
- Réseaux de gaz, électricité et téléphone.
- Eau et assainissement : réseaux d’eau vanne et d’eau potable ; traitement de l’eau potable et vanne (assainissement) ; production et distribution d’eau potable ; assainissement collectif et non-collectif.
- Relais hertziens – Technologies de l’Information et de la Communication (TIC).
- Annuités d’emprunts  pour les équipements des communes membres et des syndicats, entraînés par la présence du « Grand Chantier » du CNPE de Paluel.
- Fourrière canine.
- Communication.

### Régime fiscal et budget
La communauté de communes est un établissement public de coopération intercommunale à fiscalité propre.
Afin de financer l'exercice de ses compétences, la communauté de communes perçoit une fiscalité additionnelle aux impôts locaux des communes, avec fiscalité professionnelle de zone (FPZ ) et sans fiscalité professionnelle sur les éoliennes (FPE).
L'intercommunalité bénéficie d'une forte recette fiscale liée à la présence, sur son territoire, de la centrale nucléaire de Paluel.

## Projets et réalisations
Conformément aux dispositions légales, une communauté de communes a pour objet d'associer des « communes au sein d'un espace de solidarité, en vue de l'élaboration d'un projet commun de développement et d'aménagement de l'espace ».